# Corroboree

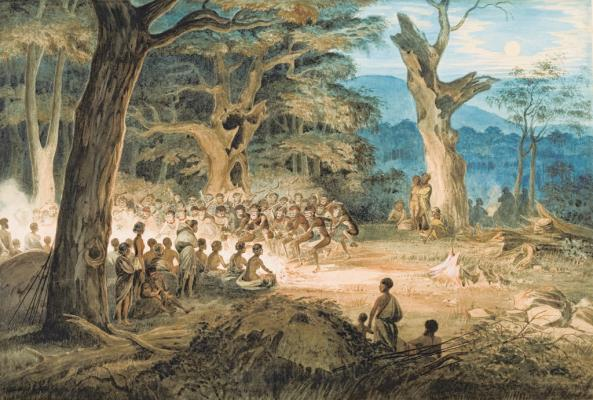
WR Thomas, Corroboree in Australia del Sud, 1864, Art Gallery of South Australia

Il corroboree è un evento durante il quale gli aborigeni australiani interagiscono con il Tempo del Sogno attraverso danze, musiche e costumi. "I corpi dipinti in modi diversi, essi indossano vari ornamenti, non destinati all'uso quotidiano."

## Etimologia
La parola corroboree fu coniata dai colonizzatori europei dell'Australia a imitazione della parola caribberie usata dagli aborigeni della costa orientale.

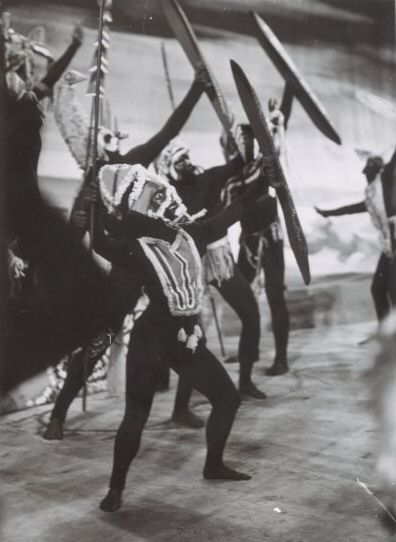
A ballet performance based on the corroboree

Nell'Australia del nordovest, corroboree è una parola generica che definisce delle pratiche teatrali diverse dalla cerimonia. Che sia pubblica o privata, la cerimonia è solo per ospiti invitati. Esistono tuttavia altre parole generiche per descrivere le esibizioni pubbliche tradizionali: juju e kobbakobba per esempio. Nel Pilbara, i corroborees sono yanda o jalarra. All'interno del Kimberley, la parola junba è spesso usata per far riferimento a tutta una serie di esibizioni e cerimonie tradizionali.